# Lorryia danutae
Lorryia danutae är en spindeldjursart som beskrevs av Kazmierski 1978. Lorryia danutae ingår i släktet Lorryia, och familjen Tydeidae. Arten är reproducerande i Sverige.